# Ira S. Webb
Ira S. Webb (Scottdale, 12 de maio de 1899 — Los Angeles, 9 de dezembro de 1971) é um diretor de arte estadunidense. Venceu o Oscar de melhor direção de arte na edição de 1944 por The Phantom of the Opera, ao lado de Alexander Golitzen, Russell A. Gausman e John B. Goodman.